# Catherine Raisin
Catherine Alice Raisin (Camden Town, 24 de abril de 1855 – Cheltenham, 13 de julio de 1945) fue una de las primeras mujeres geólogas, y una de las más importantes de Gran Bretaña. Su investigación estuvo centrada principalmente en el campo de la petrología microscópica y la mineralogía. Fue la directora del departamento de geología en la Universidad Bedford para Mujeres en Londres durante 30 años, y se esforzó por lograr la igualdad de las mujeres en la educación. Raisin fue la primera directora académica de un departamento de geología en Gran Bretaña. También fue responsable del departamento de botánica en la Universidad Bedford para Mujeres.

## Infancia y educación
Era la hija menor de Daniel Francis Raisin y Sarah Catherine Woodgate. Tenía tres hermanos significativamente mayores que ella, su madre tenía 45 años cuando nació. Su padre estaba empleado en el Inner Temple. Se educó en la North London Collegiate School, una escuela privada para niñas. Desde muy pequeña, mostró un gran entusiasmo por la geología, una pasión que le debía a Sir Charles Lyell "cuyo Principios de Geología fue uno de los libros más contundentes para despertar mi energía". Con 18 años, comenzó a asistir a clases en el University College de Londres, donde primero estudió geología y luego mineralogía.
En 1877, obtuvo un certificado especial en botánica pero no pudo iniciar una carrera universitaria hasta que se permitió el acceso a las mujeres en 1878. En 1879, después de pasar el examen de ciencias intermedias, eligió geología, botánica y zoología. Allí estudió con el profesor T. G. Bonney y asistió conjuntamente a las conferencias del biólogo y filósofo británico Thomas Huxley en la Real Facultad de Minas. Fue la primera mujer que estudió geología en el University College. En 1884, obtuvo su licenciatura en geología y zoología siendo la mejor estudiante graduada de dicha universidad. Después de su graduación, trabajó de forma voluntaria como asistente de investigación del profesor Bonney, con quien había estudiado geología. En 1893, con 38 años, Raisin fue la primera mujer en recibir un premio del "Fondo Lyell" de la Sociedad Geológica de Londres por su investigación sobre el metamorfismo. Bonney tuvo que recibir el premio en su nombre, ya que el público en general no permitía que las mujeres asistieran a sus reuniones en ese momento. En 1898, Raisin obtuvo su doctorado en Ciencias en el University College. Fue la segunda mujer geóloga en conseguirlo.

## Carrera

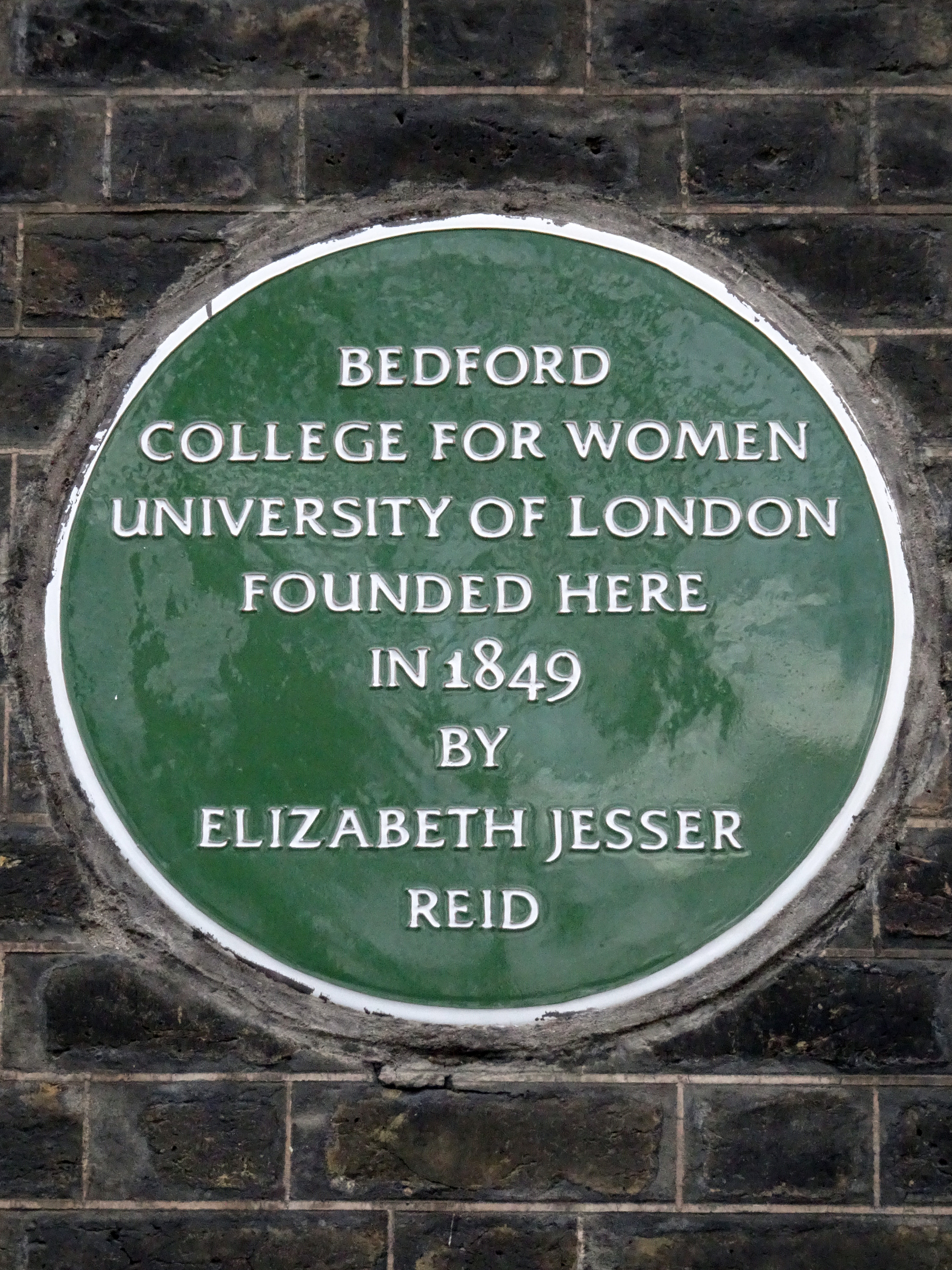
Universidad Bedford para Mujeres placa conmemorativa de su apertura en 1849

Raisin pasó toda su carrera académica en el Bedford College, donde en 1886, se convirtió en una promotora de la botánica. También fue la primera directora a tiempo completo del departamento de geología de 1890 a 1920, y ayudó a formar un departamento de geografía independiente mientras seguía enseñando una gran variedad de clases de geología. Además fue directora del departamento de botánica entre 1891 y 1908 y directora del departamento de geografía de 1916 a 1920. Raisin aceptó una oferta del puesto de vicedirectora del colegio en 1898, pero renunció en 1901 debido a la gran carga de trabajo. Al año siguiente, fue elegida miembro del University College. También fue miembro de la Asociación de Geólogos durante 67 años, uno de los cargos más antiguos.
El foco principal de la investigación de Raisin fue en la petrología microscópica y la mineralogía, temas en los que publicó 24 artículos entre 1887 y 1905, contando los trabajos orientados a la sociedad con Bonney. La mayor parte de estos documentos se distribuyeron en tres revistas: Quarterly Journal of the Geological Society, Geological Magazine y las Actas de la Asociación de Geólogos. En particular estudió el chert, una roca sedimentaria rica en sílice, las serpentinas, y las espilitas. En 1887, su primer trabajo fue leído a la Sociedad Geológica de Londres por Bonney, ya que en ese momento no se permitía que las mujeres presentaran trabajos. Se la consideraba una experta en la facies metamórfica, que es un conjunto de cúmulos de minerales que se formaron bajo temperaturas y presiones similares. Trabajó en la formación microcristalina de la pizarra en la era jurásica y publicó sus hallazgos en su conocido artículo Proceedings of the Geologists' Association en 1903.
Raisin se convirtió en miembro de la Sociedad Linneana de Londres en 1906 y en 1919, después de que la sociedad cambiara sus reglas y permitiera la entrada a las mujeres, y en miembro de la Sociedad Geológica de Londres a la edad de 64 años.

## Carrera profesional
A lo largo de su investigación, Raisin trabajó en varios proyectos relacionados con la petrología y la mineralogía. En su investigación, se centró en:

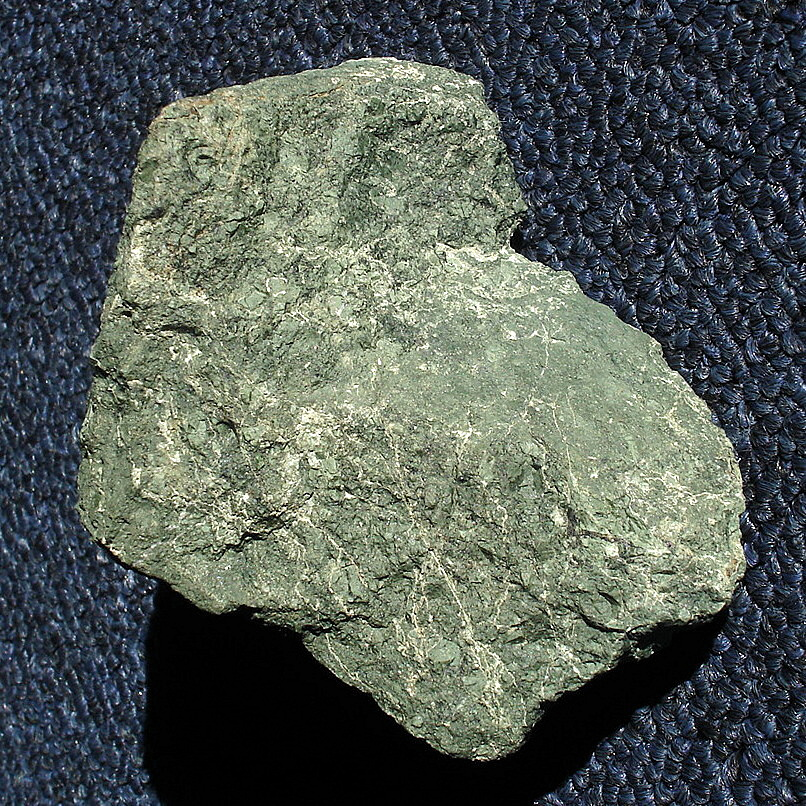
10 a 14cm muestra de Serpentinite encontrado en la Golden Gate National Recreation Areal

- El estudio de las rocas de las Ardenas y la región de las Ballenas, analizando la estratigrafía de las rocas a partir de la escala de tiempo geológico de los períodos Cámbrico y Devónico. Se centró en las formaciones rocosas como resultado de la ruptura de los pizarrones y de los pliegues y fallas de sobreexpulsión[7]
- Investigación sobre el análisis del metamorfismo de las rocas en el sur de Devon, Inglaterra, que dio como resultado el hallazgo de dos composiciones rocosas distintas (ruptura de láminas y metamorfismo) entre el sur de Devon y la región adyacentes.[8]
- El estudio de la microestructura y cristalización de la pizarra que se encuentra en Inglaterra y el Reino Unido. Raisin se centró en la composición microscópica de la pizarra usando la composición como un fósil índice para determinar si se originó durante o después del período Jurásico.[9]
- Investigación y análisis de la serpentinita, anteriormente serpentina en Anglesey, Gales.[10]

## La igualdad de las mujeres
Raisin sirvió de modelo para la investigación, la enseñanza y la administración durante la última década del siglo XIX y las dos primeras décadas del XX. A lo largo de su vida, Raisin desempeñó un papel importante como líder en el departamento de Geología en Inglaterra. Se convirtió en la primera mujer que estudió Geología en el University College de Londres en 1875. Trabajó en el Bedford College convirtiéndose en la primera profesora en el Departamento de Ciencias, y más aún, en la primera mujer que se presentó como jefa del Departamento de Geología en 1890. En 1898, Raisin fue la primera mujer en ocupar el cargo de vicedirectora del Bedford College, y más tarde se convertiría en la segunda mujer de la Universidad de Londres en recibir un doctorado en ciencias con honores.
A lo largo de su carrera, Raisin luchó por la igualdad en la educación, específicamente por el derecho de las estudiantes a estudiar en la universidad y convertirse en investigadoras o profesoras. En 1808, fundó el Club Somerville, un grupo de discusión de mujeres que crecería a más de 1000 integrantes en 1945; fue la secretaria honoraria y más tarde la presidenta del club. En el Bedford College a veces pagaba los salarios ella misma y creaba varios fondos y premios para animar a los estudiantes a hacer un buen trabajo. Fue pionera en dar la oportunidad a las mujeres para que recibieran una educación superior. También proporcionó oportunidades de empleo a otras mujeres. En 1911, Ira Slater trabajó con ella como asistente en el departamento de geografía. Después de retirarse, Raisin volvió a trabajar con grupos de mujeres.
Ella fue un ejemplo del trabajo e investigación que una mujer puede realizar en una profesión dominada por los hombres.

## Premios y reconocimientos
Raisin consiguió muchos logros a lo largo de su vida, especialmente en lo que respecta a la igualdad de las mujeres en la Geología.
Obtuvo y fue premiada en:
- La primera mujer en dirigir el departamento de geología del Colegio Bedford, 1890.[11]
- La primera mujer premiada por el Fondo Lyell de Londres de Sociedad Geológica de Londres,1893.[5]
- Recibió el Doctorado en Ciencias con Honores en Geología y Zoología de la Universidad de Londres,1898.
- La primera mujer en ser nombrada conferenciante y comisaria de Morton Sumner, 1907.[2]
- Se convirtió en la novena mujer en convertirse en miembro de la Sociedad Geológica, 1919.
- Nombrada examinadora del examen intermedio especial de la Universidad de Londres en geología, 1920.

## Publicaciones
Entre 1887 y 1905, publicó veinticuatro trabajos de investigación, incluyendo su colaboración con Bonney. La investigación geológica de Raisin fue principalmente en petrología microscópica y mineralogía. La mayoría de sus artículos fueron publicados por: Quarterly Journal of the Geological Society, Geological Magazine, and the Proceedings of the Geologists' Association. Uno de sus trabajos más importantes fue Proceedings of the Geologists' Association en 1903. Muchos de sus compañeros elogiaron su cuidadosa observación de campo y su minucioso trabajo de laboratorio de petrología microscópica.
La Revista Trimestral de La Sociedad Geológica:
- "Notas En Las Rocas Metamórficas del sur de Devon " en La Revista Trimestral de La Sociedad Geológica, enero 1887, V. 43, pp. 715–733.
- "En algunas piedras nodulares de The Lleyn" en La Revista Trimestral de La Sociedad Geológica, Jan 1889, V. 45, pp. 247–269.
- "En el límite inferior de la Serie Cámbrica en el noroeste de Caernarvonshire" en La Revista Trimestral de La Sociedad Geológica, febrero 1891, V. 47, pp. 329–342.
- "Variolite Del Lleyn, y Rocas Volcánicas Asociadas" en La Revista Trimestral de La Sociedad Geológica, enero 1893, V. 49, pp. 145–165.
- "En la Naturaleza y Origen del Rauenthal Serpentina," en La Revista Trimestral de La Sociedad Geológica, 1897, V. 53, pp. 296-268.
- "La Estructura Microscópica de los Minerales que Forman Serpentina, y Su Relación con la Historia," T.G. Bonney y Catherine Raisin, en La Revista Trimestral de La Sociedad Geológica, 1905, V. 6.1, pp. 690–715.
- "Notas Petrológicas sobre las rocas del Abisinio del Sur" en La Revista Trimestral de La Sociedad Geológica, 1903, V. 59, pp. 292–306.
- "En ciertas rocas alteradas de las cercanías de Bastogne, y sus relaciones con otras en el distrito" en La Revista Trimestral de La Sociedad Geológica, 1901, V. 57, pp. 55–72.

Revistas geológicas:
- "IV. On The So-called Spilites of Jersey," T. G. Bonney and Catherine Raisin,, en Revista Geológica, febrero 1893, V. 10, pp. 59–64.
- "IV. The So-called Serpentines of The Lleyn," en Revista Geológica, 1892, pp. 408–413.
- "On a Horneblende - Picrite From the Zmutthal (Canton Valais)), en Revista Geológica, 1897, V. 4.5, pp. 202-205.
- "Notas en la Geología de Perim Isla," en Revista Geológica, 1902, pp. 206–210.

Otros:
- "On Rocks and Minerals Collected by Mr. WM Conway in The Karakoram Himalayas," in Proceedings of the Royal Society of London, T.G. Bonney and Catherine Raisin, 1894, V. 1, pp. 468–487.
- "The Formation of Chart and its Micro-Structures in Some Jurassic Strata," en Proceedings of the Geologists' Association, 1903, V. 18.2.

## Vejez y muerte
Raisin se retiró en 1920 cuando tenía 65 años. Nunca se casó, y vio a sus estudiantes como sus hijas.
Luchaba por sus derechos o los derechos de los demás en caso de que se sintiera en desventaja. Toda su vida fue una no fumadora convencida y expresaba su disconformidad cuando los cigarrillos se "iluminaban" en los teatros, los transportes, etc. Vivió en el Centro de Retiro Ash Priors y continuó apoyando a varios grupos de mujeres. Raisin murió el 13 de julio de 1945 a la edad de 90 años de cáncer en Cheltenham, Inglaterra. Fue enterrada el 17 de julio de 1945.